# لؤي العمايرة
لؤي العمايرة (2 أوكتوبر 1978-) هو لاعب كرة قدم أردني معتزل ولد في معان.

## مسيرته الرياضية
بدأ مسيرته الرياضية مع نادي الطفیلة عام 1995 ،والتحق بعد ذلك بالفیصلي منذ 1996، لعب كحارس مرمى لصالح النادي الفيصلي ثم انضم إلى المنتخب الاولمبي عام 1999.
فاز مع فریقه بلقب كأس الاتحاد الاسیوي لكرة القدم مرتین وتأھل إلى نھائي دوري ابطال العرب وفاز بالمركز الثاني إلى جانب حصوله مع النادي الفیصلي على العدید من الالقاب المحلیة. وفي عام 1999 بدأ مشواره الدولي امام المنتخب العراقي، ولعب ما یقارب من 46 مباراة دولیة. لعب أيضا مع منتخب الأردن لكرة القدم منذ عام 2002. وانتقل إلى نادي شباب الأردن بتاريخ 1 يونيو 2014 ثم انتقل إلى نادي سحاب بتاريخ 1 يوليو 2016 . وفي شهر مايو من عام 2017 عاد إلى نادي الفيصلي حيث وقع على عقد لمدة موسم واحد.

## اعتزاله
اعتزل اللعب في 19 يوليو 2018 بعد المباراة الودية التي جمعت فريقي الفيصلي والوحدات على ستاد عمان الدولي. 

## روابط خارجية
- لؤي العمايرة على موقع الاتحاد الدولي (مؤرشف)  (الإنجليزية)
- لؤي العمايرة على موقع قاعدة بيانات كرة القدم.إي يو (الإنجليزية)
- لؤي العمايرة على موقع ناشيونال فوتبول تيمز (الإنجليزية)
- لؤي العمايرة على موقع Soccerway.com (الإنجليزية)
- لؤي العمايرة على موقع كووورة